# 加尔各答级驱逐舰
加尔各答级驱逐舰（英语：Kolkata-class destroyer）是继德里级驱逐舰之后，印度海军在1996年展开后续的Project 15A驱逐舰计划，由孟买马扎冈造船厂负责研发，基本上是德里级的改良版，主要改进项目是强化舰体隐身设计以及武器装备 （应是使用意大利提供的辅助设计软件进行降低舰体雷达截面积的设计规划），满载排水量也增至7400吨。第一条15B型船2003年十月铺龙骨。第一条船本计划2010年服役，结果到了2014年才开始服役前的海试。目前共三艘服役。

## 同型舰
| 舷号 | 舰名        | 造船廠       | 开工日期       | 下水日期      | 服役日期       | 母港   | 備駐 |
| ---- | ----------- | ------------ | -------------- | ------------- | -------------- | ------ | ---- |
| D 63 | INS Kolkata | 马扎冈造船厂 | 2003年12月27日 | 2006年3月30日 | 2014年8月16日  | 孟買港 | 在役 |
| D 64 | INS Kochi   | 馬扎岡造船廠 | 2005年10月25日 | 2009年9月18日 | 2015年9月30日  | 孟買港 | 在役 |
| D 65 | INS Chennai | 馬扎岡造船廠 | 2006年2月21日  | 2010年4月1日  | 2016年11月21日 | 孟買港 | 在役 |

### 相关
- 印度军事
- 印度海军

### 同类型舰
- 地平线级驱逐舰 法國 義大利
- 45型驱逐舰 英国
- 霍巴特级驱逐舰
- 052C型驱逐舰 中国
- 052D型驱逐舰 中国
- 金刚级驱逐舰 日本
- 爱宕级护卫舰 日本
- 世宗大王级驱逐舰

## 外部連結
- GlobalSecurity.Org: Project 15-A Improved Delhi / Bangalore / DDGHM Kolkata（页面存档备份，存于）
- Kolkata class destroyer - Bharat Rakshak